# (2685) Masursky
L'asteroide 2685 Masursky es troba al cinturó principal d'asteroides. Va ser descobert per Edward (Ted) Bowell el 1981. És anomenat per Harold Masursky (1923-1990), un geòleg planetari dels EUA, que va treballar en nombroses missions espacials.
Poc se sabia sobre Masursky fins que la sonda espacial Cassini, en ruta a Júpiter i Saturn, el va sobrevolar el 23 de gener de 2000. Atès que Cassini va passar l'asteroide a una distància d'1,6 milions de quilòmetres (al voltant de quatre vegades la Terra-Lluna distància), les imatges van mostrar res més que un punt. Tanmateix, Cassini va ser capaç de determinar la mida de Masursky (aproximadament 15-20 km de diàmetre).
Actualment es considera que Masursky pertany a la família d'asteroides Eunòmia, i que és del tipus S.